# Acer rubescens
Acer rubescens é uma espécie de árvore do gênero Acer, pertencente à família Aceraceae.